# 왕세자 투트모세
왕세자 투트모세(Crown Prince Thutmose)는 아멘호테프 3세의 아들로, 아크나톤의 형이다.
그는 젊은 나이에 사망하여 왕이 되지 못하였으며, 그에 대한 기록도 별로 남아 있지 않다. 그러나, 현재까지 남아있는 그의 기록에 따르면 그는 멤피스의 프타 신전의 사제로 생활해왔고, "타-미우"라는 애완용 고양이도 있었다고 한다.

## 하워드 카터의 발견
하워드 카터가 투탕카멘의 무덤을 발굴하였을 때, 투탕카멘 무덤에 있던 물건 중 한 채찍에는 투트모시스라는 이름이 새겨져 있었다.